# Underemployed
Underemployed (englisch für ‚unterbeschäftigt‘) ist eine US-amerikanische Fernsehserie, die 2012 für MTV produziert wurde. Sie dreht sich um fünf Freunde, die alle beruflich in einer Sackgasse stecken. Drehort der Serie war Chicago.

## Handlung
Die Freunde Miles, Raviva, Lou, Sophia und Daphne sind nach ihrem Studienabschluss alles andere als zufrieden. Miles träumt von einer Karriere als Unterwäschemodell, arbeitet aber nur in einer Bar als leicht bekleideter Kellner. Sophia war damals die Abschlussrednerin und träumt immer noch von einer Autorenkarriere, jedoch arbeitet sie nun bei einer Donut-Kette an der Kasse. Währenddessen ist Daphne als unbezahlte Praktikantin in einer Werbeagentur tätig. Lou und Raviva haben wegen ihrer jeweiligen Träume ihre Beziehung beendet. Lou ist als Umweltaktivist tätig, während Raviva immer noch eine berühmte Sängerin werden will. Doch dann steht Raviva schwanger vor Lous Tür.

## Entstehung und Veröffentlichung
| Hauptfigur        | Darsteller    | Deutscher Sprecher   |
| ----------------- | ------------- | -------------------- |
| Miles Gonzalez    | Diego Boneta  | Ricardo Richter      |
| Raviva            | Inbar Lavi    | Tanya Kahana         |
| Louis „Lou“ Craft | Jared Kusnitz | Julius Jellinek      |
| Sophia Swanson    | Michelle Ang  | Gabrielle Pietermann |
| Daphne Glover     | Sarah Habel   | Magdalena Turba      |

| Nebenfigur | Darsteller        | Deutscher Sprecher |
| ---------- | ----------------- | ------------------ |
| Todd       | Charlie Weber     |                    |
| Bekah      | Julianna Guill    |                    |
| Jamel      | Daniel J. Johnson |                    |
| Deb        | Rachel Cannon     |                    |

Der Sender bestellte die Serie am 18. September 2011 offiziell. Die Ausstrahlung der einzigen Staffel fand vom 16. Oktober 2012 bis zum 12. Januar 2013 auf MTV statt. In Deutschland nahm der Pay-TV-Sender MTV die Serie ab dem 27. Januar 2013 ins Programm. Im Free-TV wurde die Serie ab dem 4. Mai 2013 auf VIVA ausgestrahlt.

## Episodenliste
| Nr. | Deutscher Titel    | Originaltitel       | Erstausstrahlung USA | Deutschsprachige Erstausstrahlung (D) |
| --- | ------------------ | ------------------- | -------------------- | ------------------------------------- |
| 1   | Pilotfolge         | Pilot               | 16. Okt. 2012        | 27. Jan. 2013                         |
| 2   | Das Zuhause        | The Crib            | 23. Okt. 2012        | 3. Feb. 2013                          |
| 3   | Der Mitbewohner    | The Roommate        | 30. Okt. 2012        | 10. Feb. 2013                         |
| 4   | Wie im Mittelalter | The Days Of Yore    | 6. Nov. 2012         | 17. Feb. 2013                         |
| 5   | Das Quiz           | The Trivial Pursuit | 13. Nov. 2012        | 24. Feb. 2013                         |
| 6   | Die Verkostung     | The Tasting         | 20. Nov. 2012        | 3. März 2013                          |
| 7   | Die Fokusgruppe    | The Focus Group     | 27. Nov. 2012        | 10. März 2013                         |
| 8   | Der Gig            | The Gig             | 8. Dez. 2012         | 17. März 2013                         |
| 9   | Das Geständnis     | The Confession      | 22. Dez. 2012        | 24. März 2013                         |
| 10  | Die Kids           | The Kids            | 29. Dez. 2012        | 31. März 2013                         |
| 11  | Die Nachricht      | The Message         | 5. Jan. 2013         | 7. Apr. 2013                          |
| 12  | Das Herz           | The Heart           | 12. Jan. 2013        | 14. Apr. 2013                         |

## Kritik
„MTV bringt eine harmlose, kleine Comedy über sechs Freunde, die immer wieder auf ihren Füßen landen. Darauf kann der Zuschauer sich verlassen und das gibt ein warmes Gefühl. Oder langweilt ziemlich schnell. Je nachdem wie man es sehen will.“